# Houtvester
Een houtvester is een wetenschappelijk opgeleide bosbouwkundige, die is belast met het beheer van een houtvesterij. De Vlaamse Dienst voor Waters en Bossen kent nog wel houtvesters en houtvesterijen, maar in Nederland wordt de aanduiding tegenwoordig niet meer gebruikt. Het beheer van bossen en natuurgebieden is er samengevoegd en ondergebracht bij één functionaris, zodat de titel 'houtvester' de lading niet meer dekte.
Een houtvesterij was een bosgebied, tevens bedrijfseenheid, van één boseigenaar. In Nederland kon dat Staatsbosbeheer, een particulier of het Kroondomein zijn. Een houtvesterij had een oppervlakte van 5.000 tot 10.000 ha en was vaak verdeeld in enkele boswachterijen. De houtvesters van Staatsbosbeheer waren niet alleen belast met het beheer van hun houtvesterij, maar ook met publiekrechtelijke taken, zoals uitvoering van de Boswet, bosbouwvoorlichting en planologie.
Houtvester is niet alleen een functieaanduiding, maar tevens de aanspreektitel van de persoon die de functie vervult. 
Het woord houtvester is een samenstelling van de woorden hout en vester. Hout komt van het Oudnederlandse woord “holt”, wat “bos” betekent. Het tweede deel van het woord houtvester vindt zijn oorsprong in het begrip “foreest” of ”forestis” uit de Frankische tijd en hield het recht van de landsheer op alle wijzen van gebruik van bossen en woeste gronden in. Jacoba van Beieren benoemde in de 13e eeuw al de eerste houtvesters (woudmeesters) om deze rechten uit te oefenen, waaronder het jachtrecht niet het minste was.
De titel van houtvester werd bij het Staatsbosbeheer in 1985 afgeschaft. Het Kroondomein het Loo heeft nog wel zijn Koninklijke Houtvesterijen.

## Geschiedenis van de houtvesterij in Holland en West-Friesland
Aan het einde van de middeleeuwen werden de individuele houtvesterijen van het Haarlemmerhout, het Haagse Bos, het Reigersbos en Bindelmeerbroek samengevoegd tot één houtvesterij. Vanuit deze fusie is geleidelijk het rechterlijk college ontstaan, zoals beschreven in het plakkaat-generaal van de houtvesterij van 26 december 1517. 
Het college van houtvester en meesterknapen van Holland en West-Friesland was verantwoordelijk voor het handhaven van de wetten met betrekking tot alle jachtzaken en voor het verstrekken van jachtvergunningen. Het is onbekend wanneer dit bestuur is opgericht; de oudste bewaarde rol, die dateert uit 1565, is zeker niet de eerste rol. Het college bestond uit een houtvester, ook wel bekend als de luitenant-houtvester, die als aanklager fungeerde, en drie meesterknapen die de uitspraak deden. Naast de luitenant-houtvester werden er substituut-houtvesters ingezet, die meestal werden gekozen uit de baljuws en schouten. Ook waren er enkele ondergeschikte personen, bekend als dienaars van de wildernis en duinmeiers, die de houtvester bijstonden. Naast het handhaven van de wetten met betrekking tot jachtdelicten, was de luitenant-houtvester ook verantwoordelijk voor de helmbeplanting en het toezicht op het zogenaamde "blokken" of "poten" van honden. Boven de luitenant-houtvester stond de opperhoutvester van Holland en West-Friesland, een erefunctie die bijna altijd werd bekleed door de stadhouder van Holland en West-Friesland. Als het ging om vonnissen onder de 100 gulden was er geen hoger beroep mogelijk, maar enkel herziening van het vonnis. In zaken boven de 100 gulden was het wel mogelijk om in hoger beroep te gaan bij het Hof van Holland en daarna bij de Hoge Raad. Dit systeem bleef onveranderd tot het einde van het college van de houtvesterij in 1795. Door middel van een decreet werd toen bepaald dat alle houtvesterijen zouden worden afgeschaft. Vanaf dat moment zouden geschillen met betrekking tot de jacht worden behandeld door de gewone rechter, namelijk de schout en schepenen, met de mogelijkheid om in beroep te gaan bij het Hof van Holland.
De titels van houtvester en meesterknaap worden al heel lang gebruikt; in een charter van 5 juli 1314 verwijst Graaf Willem III van Holland al naar zijn houtvesters "in den houte van Haerlem", terwijl in een charter van 24 juli 1404 wordt gesproken over "een knape in de wildernis".